# Chironia erythraeoides
Chironia erythraeoides là một loài thực vật có hoa trong họ Long đởm. Loài này được Hiern mô tả khoa học đầu tiên năm 1898.